# Campionato Primavera 1986-1987
Il Campionato Primavera 1986-1987 è la 25ª edizione del Campionato Primavera. Il detentore del trofeo è il Cesena.
La squadra vincitrice del torneo è stata la Lazio che guidata da Juan Carlos Morrone si è aggiudicata il titolo di campione nazionale per la seconda volta nella sua storia. Tra i giocatori si segnalano Valerio Fiori, Antonio Rizzolo, Giampaolo Saurini, Aldo Pallotta.